# Aneflomorpha tenuis
Aneflomorpha tenuis es una especie de escarabajo longicornio del género Aneflomorpha, tribu Elaphidiini, subfamilia Cerambycinae. Fue descrita científicamente por LeConte en 1854.

## Descripción
Mide 10-17 milímetros de longitud.

## Distribución
Se distribuye por Estados Unidos y México.